# Calea Mare, Bihor
Calea Mare este un sat în comuna Lăzăreni din județul Bihor, Crișana, România.
Satul are două biserici ortodoxe, una greco-catolică (anul construcției 2025) și o casă de rugăciune penticostală. Actuala biserică ortodoxă de pe deal a fost până în 1948 biserică greco-catolică, fiind construită de către călugării franciscani, veniți în Eparhia Greco-Catolică de Oradea (1929). Preotul călugăr franciscan, Ion M. Gârleanu, este cel care a înființat parohia greco-catolică in 1930, începând și constituirea bisericii de deal, pe un teren donat de un credincios. 
În trecut, prin sat circula trenul, dar acesta nu mai circulă și astăzi, căile ferate din sat fiind abandonate. De asemenea, sunt disponibile autobuze, care transportă călători în special către Oradea.

## Vezi și
- Biserica de lemn din Calea Mare

 Acest articol despre o localitate din județul Bihor este deocamdată un ciot. Puteți ajuta Wikipedia prin completarea lui.